# Sullivan Bay
Sullivan Bay är en vik i Australien. Den ligger i delstaten Victoria, omkring 62 kilometer söder om delstatshuvudstaden Melbourne.
Genomsnittlig årsnederbörd är 939 millimeter. Den regnigaste månaden är juni, med i genomsnitt 128 mm nederbörd, och den torraste är januari, med 44 mm nederbörd.